# Xu Zhimo

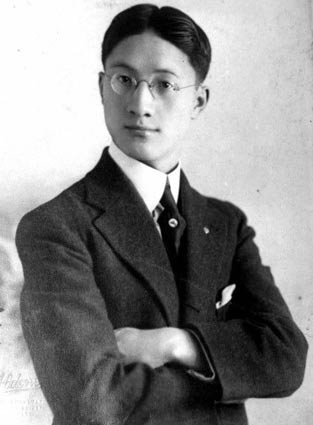
Xú Zhìmó

Xu Zhimo (徐志摩, Xú Zhìmó; * 15. Januar 1897 in der Provinz Zhejiang; † 19. November 1931 bei einem Flugzeugabsturz) war ein von Werken der englischen Romantik beeinflusster chinesischer Dichter.

## Leben
Xu Zhimo stammte aus einer wohlhabenden Kaufmannsfamilie. Deshalb war für ihn die Xinhai-Revolution von 1911 eher mit einer Belebung der Handel- und Bankgeschäfte der Familie verbunden, darunter auch von Waffengeschäften.
An modernen Schulen der Provinz ausgebildet, besuchte er anschließend zunächst ein College in Shanghai, darauf in Peking, um letztendlich am Institut für Recht und Politik der Universität von Peking zu landen.
Kaum 21 Jahre alt, ging er eine von den beiden Familien arrangierte Verbindung mit Zhāng Yòuyí (張幼儀) ein. Schon ein Jahr später wurde ihr erster Sohn geboren, 1922 ein zweiter. Die Ehe wurde allerdings wenige Monate später geschieden.
1918 setzte Xu Zhimo sein Studium in den Vereinigten Staaten fort und erwarb dort an der Columbia-Universität einen Master-Titel in Politikwissenschaften. Zwei Jahre darauf zog er nach London, wo er an der School of Economics eine Promotion vorbereitete. Aber schließlich wechselte er an das King’s College in Cambridge, um sich mit Literatur zu beschäftigen. Dieser Phase seines Lebens entstammen neben Übersetzungen auch seine ersten Gedichte.
Nach seiner Rückkehr nach China im Jahre 1922 übernahm er 1923 zunächst eine Lehrtätigkeit an der Nankai-Universität und 1924 an der Pekinger Universität. Später arbeitete er als Herausgeber der Pekinger Zeitung Morgennachrichten, und nimmt, nicht nur in diesem Rahmen, dem Kommunismus gegenüber eine kritische Haltung ein.

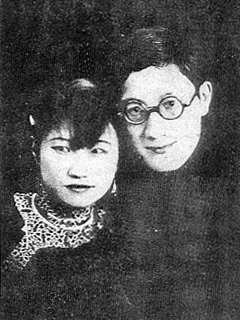
Mit Lù Xiǎomàn

1926 heiratete Xu Zhimo in zweiter Ehe Lù Xiǎomàn (陸小曼) und wurde kurz darauf zum ersten Mal mit der Härte des Lebens konfrontiert: Unruhen in der Provinz Zhejiang zwangen die Familie, die Ländereien der Eltern zu verlassen, diese versagten Xu Zhimo zudem jede weitere finanzielle Unterstützung, und die Veröffentlichung einer neu gegründeten Literaturzeitschrift musste aus finanziellen Gründen wieder eingestellt werden.
Diese Eindrücke und die von Unruhen und Armut geprägten, gesellschaftlichen Verhältnisse im Allgemeinen führten bei Xu Zhimo zu Depressionen. Fortan, nachdem auch seine Ehe mit Lu Xiaoman kriselte, verbrachte er viel Zeit mit Reisen ins Ausland und vor Ort mit finsteren Schilderungen der krisenhaften Lebensverhältnisse.
1931 kam er bei einem Flugzeugabsturz auf der Strecke von Nanking nach Peking ums Leben.